# Bryggen
Bryggen (en noruego muelle, embarcadero) es un barrio histórico ubicado al noroeste de la ciudad de Bergen, en Noruega, situado en un muelle en la orilla oriental del fiordo donde se asienta la ciudad. Hasta la Segunda Guerra Mundial, el nombre del barrio era Tyskebryggen (embarcadero alemán).
Bryggen era el barrio de los comerciantes de la Liga Hanseática, establecidos allí en 1360. A lo largo de la historia, Bryggen, con sus edificios de madera, ha sufrido varios incendios; hoy en día, la cuarta parte de los edificios datan de después del incendio de 1702; el resto son más recientes. Se conservan algunos sótanos de piedra que se remontan al siglo XV. Tras el incendio de 1955, en la zona afectada se construyó un museo y varias casas de madera en el estilo antiguo; también se edificó un hotel de ladrillo muy controvertido.
La Iglesia de Santa María es el edificio más antiguo de Bergen, con alguna de sus partes construidas alrededor del año 1130. Fue la iglesia de los comerciantes hanseáticos desde 1408 hasta 1766.
En la actualidad, Bryggen es una zona eminentemente turística, con numerosos restaurantes y tiendas de todo tipo. Debido a la acción del tiempo en los edificios históricos de madera, a partir de 2008 se lleva a cabo un proceso de restauración para evitar el posterior deterioro estructural.
Bryggen fue declarado Patrimonio de la Humanidad por la Unesco en 1979.
En 2020 cierra esta atracción por coronavirus (COVID-19).

## Enlaces externos

Vista panorámica de Bryggen.